# José Tiburcio Serrizuela
José Tiburcio Serrizuela (Tala Pozo, Tucumán, 10 de junio de 1962) es un exfutbolista argentino. Jugó de defensor y su primer club fue Los Andes. Su sobrenombre es El tiburón. En Veracruz, fue considerado, a pesar del poco tiempo que jugó, un verdadero tiburón, por su apodo y porque, en el lenguaje coloquial del puerto, el nombre de Tiburcio corresponde a tiburón. Fue internacional con la selección Argentina participando en el mundial jugado en Italia hacia 1990.

## Trayectoria

### Primeros años
Comenzó su carrera en Los Andes, en la Segunda División Argentina, en el año 1980. Jugó para el club hasta su transferencia a Rosario Central en 1985, entonces tuvo un período con Lanús en 1986.

### 1986-1997
Se unió a Racing de Córdoba de la Primera División Argentina en 1986 y jugó en el club antes de fichar por River Plate en 1988. Formó parte del equipo de River que ganó el Campeonato de Primera División de 1989/90, y en el reverso de este éxito fue seleccionado para jugar con la Selección de fútbol de Argentina en la Copa Mundial de Fútbol de 1990. Después, se trasladó a México para jugar conTiburones Rojos de Veracruz. Por cierto en este último equipo, debutó anotando un gol de tiro libre a los Canarios del Atlético Morelia antes de llamarse Monarcas Morelia.
En 1992, volvió a la Argentina, donde jugó sólo una temporada para Huracán antes de unirse a Independiente, y fue parte del equipo que ganó el Torneo Clausura 1994. En 1996, se unió a Racing Club de Avellaneda.

### Últimos años
En 1997, dejó caer una división para jugar en Talleres de Córdoba, ayudándoles a ganar el título de la Primera B Nacional 1997-1998 y la promoción por el ascenso a Primera División antes de volver al club de su infancia, Los Andes, donde jugó hasta su retiro en 2000.

## Clubes
| Club                | País      | Año       |
| ------------------- | --------- | --------- |
| Los Andes           | Argentina | 1980-1984 |
| Rosario Central     | Argentina | 1985      |
| Lanús               | Argentina | 1986      |
| Racing de Córdoba   | Argentina | 1986-1988 |
| River Plate         | Argentina | 1988-1990 |
| Veracruz            | México    | 1991      |
| Huracán             | Argentina | 1991-1992 |
| Independiente       | Argentina | 1993-1996 |
| Racing Club         | Argentina | 1996-1997 |
| Talleres de Córdoba | Argentina | 1997-1998 |
| Los Andes           | Argentina | 1998-2000 |

## Palmarés

### Torneos nacionales
| Título             | Equipo              | País      | Año     |
| ------------------ | ------------------- | --------- | ------- |
| Primera División B | Rosario Central     | Argentina | 1985    |
| Primera División   | River Plate         | Argentina | 1989-90 |
| Primera División   | Independiente       | Argentina | 1994    |
| Primera B Nacional | Talleres de Córdoba | Argentina | 1997-98 |

### Torneos internacionales
| Título                 | Equipo        | Sede           | Año  |
| ---------------------- | ------------- | -------------- | ---- |
| Supercopa Sudamericana | Independiente | Avellaneda     | 1994 |
| Recopa Sudamericana    | Independiente | Japón          | 1995 |
| Supercopa Sudamericana | Independiente | Río de Janeiro | 1995 |